# كمال الدين البياضي

كتاب (إشارات المرام من عبارات الإمام أبي حنيفة النعمان) كتاب في أصول الدين وعلم الكلام للعلامة كمال الدين البياضي، شرح فيه مختصره المرسوم «بالأصول المنيعة» للإمام أبي حنيفة، جمعه من نصوص كتب الإمام التي أملاها على أصحابه من الفقه الأكبر، والفقه الأبسط، والوصية، والرسالة، والعالم والمتعلم.

أحمد بن حسن بن سنان الدين البياضي (1044هـ/1634-1098هـ/1687) ولد في إسطنبول وتوفي بالقرب منها، هو قاض بشناق الأصل ولي قضاء حلب وبورصة ثم مكة فإستانبول -التي ولد فيها-. يجيد العربية.

## مؤلفاته
له كتب منها:
- إشارات المرام من عبارات الإمام أبي حنيفة النعمان.
- سوانح العلوم في ستة فنون.
- الفقه الأبسط.